# The Kids from "Fame"
The Kids from "Fame" was de groepsnaam van de zingende cast van de Amerikaanse televisieserie Fame. Deze serie was gebaseerd op de gelijknamige film uit 1980.
De belangrijkste vocalisten van de groep waren Debbie Allen, Valerie Landsburg, Erica Gimpel, Carlo Imperato, Gene Anthony Ray, Lee Curreri en Lori Singer.
Hoewel het een Amerikaanse serie was, was de groep met name populair in Europa. De groep kreeg bekendheid in de zomer van 1982 toen de serie voor het eerst werd uitgezonden op de Britse zender BBC One. Een nummer uit het programma, "Hi Fidelity", behaalde de vijfde plek in de UK Singles Chart. Het nummer Starmaker werd een top 10 hit in Nederland, Ierland, Vlaanderen en het Verenigd Koninkrijk. Gelijktijdig met de single werd het album The Kids from "Fame" uitgebracht, dat twaalf weken op de eerste plek van de Britse albumhitlijst stond. Ook in Nederland, Finland en Nieuw-Zeeland behaalde het album de eerste plek.
Gedurende de twee jaar ernavolgde een reeks singles en nieuwe albums met nummers van de eerste drie seizoenen van de show. In de zomer van 1983 begon de interesse in de serie in hun thuisland, de Verenigde Staten, af te nemen en de serie werd abrupt stopgezet.
Eind 1982 en begin 1983 traden The Kids uit "Fame" op gedurende een Europese tournee. Het optreden in de Royal Albert Hall in Londen werd opgenomen en uitgebracht als album. Vanwege onenigheid tussen castleden verlied Gimpel voortijdig de tournee.

## Discografie

### Albums
- The Kids from "Fame" (1982)
- Again (1982)
- Live! (1983)
- Songs (1983)
- Sing for You (1983)
- Rock 'n Roll World (1984)
- Best of Fame (1984)
- Ultimate Fame (2004)
- Live in Liverpool (2022)

### NPO Radio 2 Top 2000
| Nummer met noteringen in de NPO Radio 2 Top 2000 | '99  | '00 | '01  |
| ------------------------------------------------ | ---- | --- | ---- |
| Starmaker                                        | 1578 | -   | 1965 |

1. ↑  Een '-' betekent dat het nummer niet was genoteerd en een vetgedrukt getal geeft de hoogste notering aan.
2. ↑  Deze tabel is bijgewerkt tot en met de laatste editie (2024).